# Dargeçit (stad)
Dargeçit (Aramees: ܟܪܒܘܪܢ, Kerburan) is een stad in de provincie Mardin, met een bevolking van 15.061 inwoners. De stad bevindt zich in de Aramese regio Tur-'Abdin. Tot 1979 was Dargeçit, destijds bekend als Kerboran, vrijwel uitsluitend bewoond door Aramese christenen. Na de tragische moord op Indravus Demir Lahdo, de Aramese burgemeester van Kerboran, vond er een massale emigratie van Arameeërs plaats, vooral naar Zweden. In reactie op deze gebeurtenissen besloot de Turkse regering de Aramese naam Kerboran officieel te vervangen door de huidige Turkse naam Dargeçit.
De bevolkingsontwikkeling van de stad is weergegeven in onderstaande tabel.
| 2013   | 2017   | 2021   |
| ------ | ------ | ------ |
| 15.551 | 14.809 | 15.061 |

## Moderne geschiedenis
In 1915, tijdens de Aramese Genocide, werd het dorp Kerboran  getroffen door grootschalig geweld tegen de christelijke bevolking. De inwoners bestonden voornamelijk uit Arameeërs behorend tot de Syrisch-Orthodoxe, Syrisch-Katholieke en een aantal behorend tot de Syrisch-Protestantse kerkgemeenschappen. 
Toen de massamoorden in de regio begonnen, riep de Ottomaanse bestuurder de leiders van Koerdische stammen op om de christenen aan te vallen. Onder leiding van Mustafa, de zoon van Ali Ramo, werd het dorp omsingeld. De inwoners wisten zich vier dagen lang te verzetten, maar uiteindelijk werden de daken van de huizen vernietigd en werden de woningen in brand gestoken. Ongeveer 600 mensen werden gevangengenomen, terwijl de “mooie vrouwen en meisjes” apart werden gehouden. Vervolgens werden de kerken en huizen geplunderd.
Diezelfde nacht vielen Ottomaanse soldaten en Koerdische strijders de gevangenis aan. De gevangenen werden twee aan twee vastgebonden en buiten het dorp geëxecuteerd. 

### Moord op de Aramese burgemeester
Indravos  Demir was de christelijke leider en burgemeester van Kerboran, waar ondanks vervolgingen en discriminatie de meerderheid van de bevolking uit Arameeërs bestond. Op 29 oktober 1978 werd hij vermoord door gewapende leden van Koerdische stammen die loyaal waren aan het Turkse regime. Demir werd doodgeschoten in zijn huis als gevolg van een conflict over kerkelijke gronden, die hij weigerde te laten verkopen aan moslims. Zijn moord wordt gezien als een cruciale gebeurtenis die leidde tot de massale migratie van de resterende Aramese gemeenschap uit de regio. Uit angst voor verdere vervolging verlieten  alle Arameeërs Kerboran in de jaren na zijn dood.
Na zijn moord werd Demir begraven in Midyat, maar zijn graf werd later vernield. Dit vormde een extra symbool van de verdrijving en vervolging van de Aramese bevolking in Zuidoost-Turkije.